# 노이에 차이치리프트 퓌어 무지크

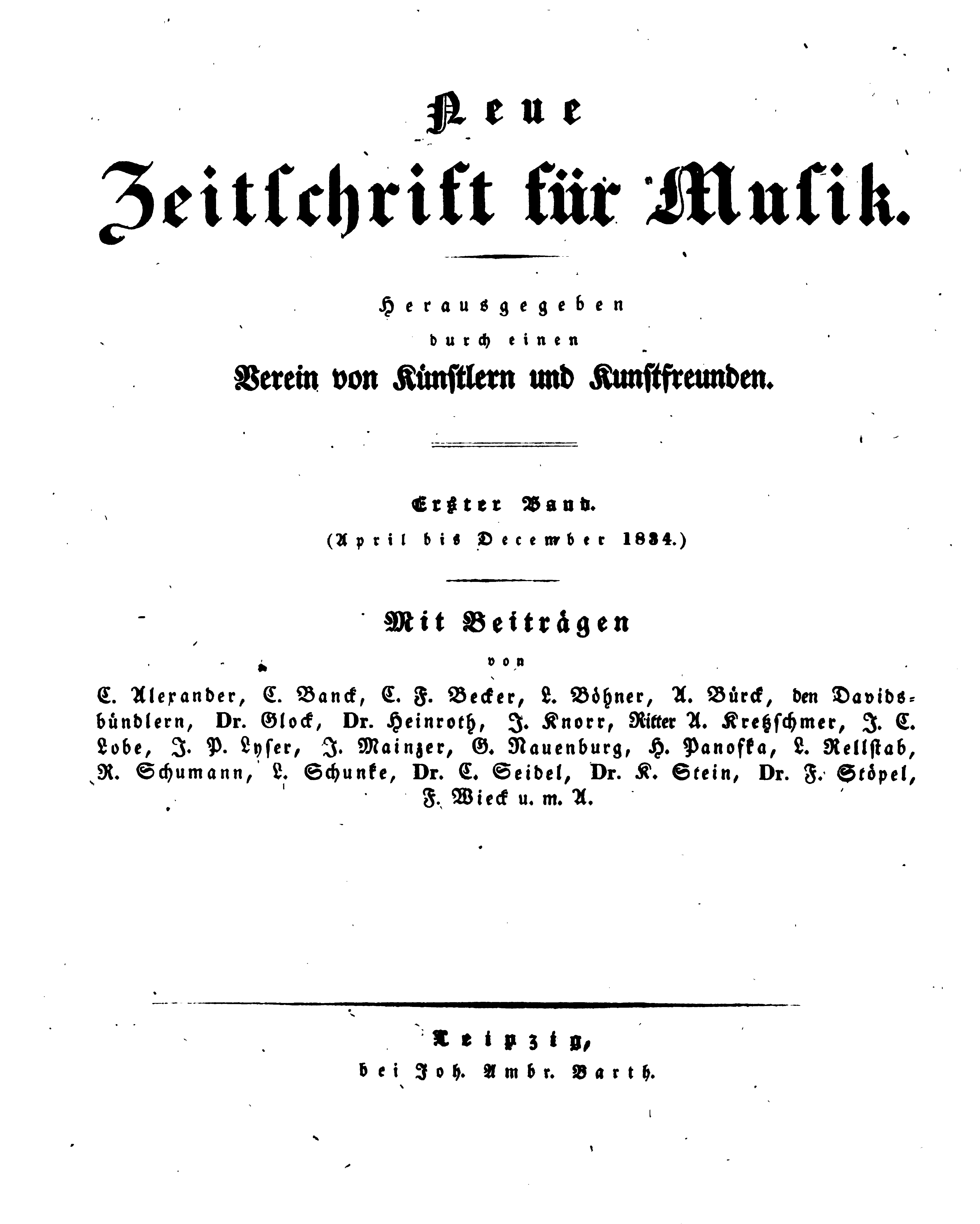
1834년 노이에 차이치리프트 퓌어 무지크의 표지

노이에 차이치리프트 푸어 무지크(독일어: Neue Zeitschrift für Musik→음악신보)는 1836년 독일 라이프치히에서 로베르트 슈만과 절친한 친구 루드비히 슝케, 슈만의 선생이자 미래의 장인어른인 프리드리히 비크 그리고 율리우스 노르가 공동으로 창간했다. 창간호는 1834년 4월 3일에 발행됐다.

## 역사
초대 편집자는 율리우스 노르였지만 초창기 노이에 차이치리프트 푸어 무지크의 작업은 대부분 슈만의 손에서 이루어졌다. 1835년 새로운 출판사를 찾았을 때는 슈만이 편집자로 등재되어 있었다. 슈만은 잡지의 평론을 통해 프레데리크 쇼팽과 엑토르 베를리오즈 등 신세대 음악가를 칭찬했다. 슝케는 "조나단"이라는 필명으로 몇 편의 글을 썼지만 1834년 12월 23세의 나이로 사망했다.
1843년 6월, 슈만은 다른 약속을 이유로 잡지의 편집장직을 내려놓았고, 1844년 프란츠 브렌델이 소유주 겸 편집장 자리에 올랐다. 브렌델의 재임 기간 동안 가장 주목할 만한 글은 리하르트 바그너가 K. 프라이게당크라는 필명으로 기고한 반유대주의적 기사 "Das Judenthum in der Musik"이었다. 1850년 9월 30일 33권 19호에 실린 글은 라이프치히 음악연극대학교의 이그나츠 모셸레스와 다른 교사를 분노하게 하여 브렌델의 이사회 사임을 요구하게 됐고, 바그너의 기사는 음악원의 설립자인 펠릭스 멘델스존의 기억을 모욕하였으나, 당시에는 그 이상의 효과는 거의 없었다. 이후 19세기 후반 바그너와 스타일이 다른 유대인 작곡가들의 음악 비평을 포함해 반유대주의가 부상하는 데 기여했다. 브렌델은 1868년 사망할 때까지 잡지 편집자 자리를 계속했다.
현재는 쇼트 뮤직(독일어: Schott Music)의 후원 하에 클래식을 포함해 재즈, 록 및 사운드 아트를 포함한 다양한 장르의 음악의 비평이 실리고 있다. 각 호는 특정 주제에 초점을 맞추고 있으며 에세이, CD 및 서평이 실린다.